# 维尔东
维尔东是奥地利施蒂利亚州莱布尼茨县的一个市镇。总面积7.24平方公里，总人口2385人，人口密度329.4人/平方公里（2005年）。